# مترو فوشان
مترو فوشان (انگلیسی: Foshan Metro) سیستم قطار شهری زیرزمینی در شهر فوشان، گوانگ‌دونگ، چین است.
این مترو که در سال ۲۰۱۰ تأسیس شده دارای ۳ خط، ۷۴ ایستگاه و ۱۳۴ کیلومتر طول است. مترو فوشان دهمین سیستم مترویی است که در سرزمین اصلی چین ساخته می‌شود. ساخت و ساز مترو در سال ۲۰۰۲ آغاز شد و اولین خط در ۳ نوامبر ۲۰۱۰ افتتاح شد. سیستم مترو دارای یک خط جدید و یک توسعه در دست ساخت است.

## نگارخانه

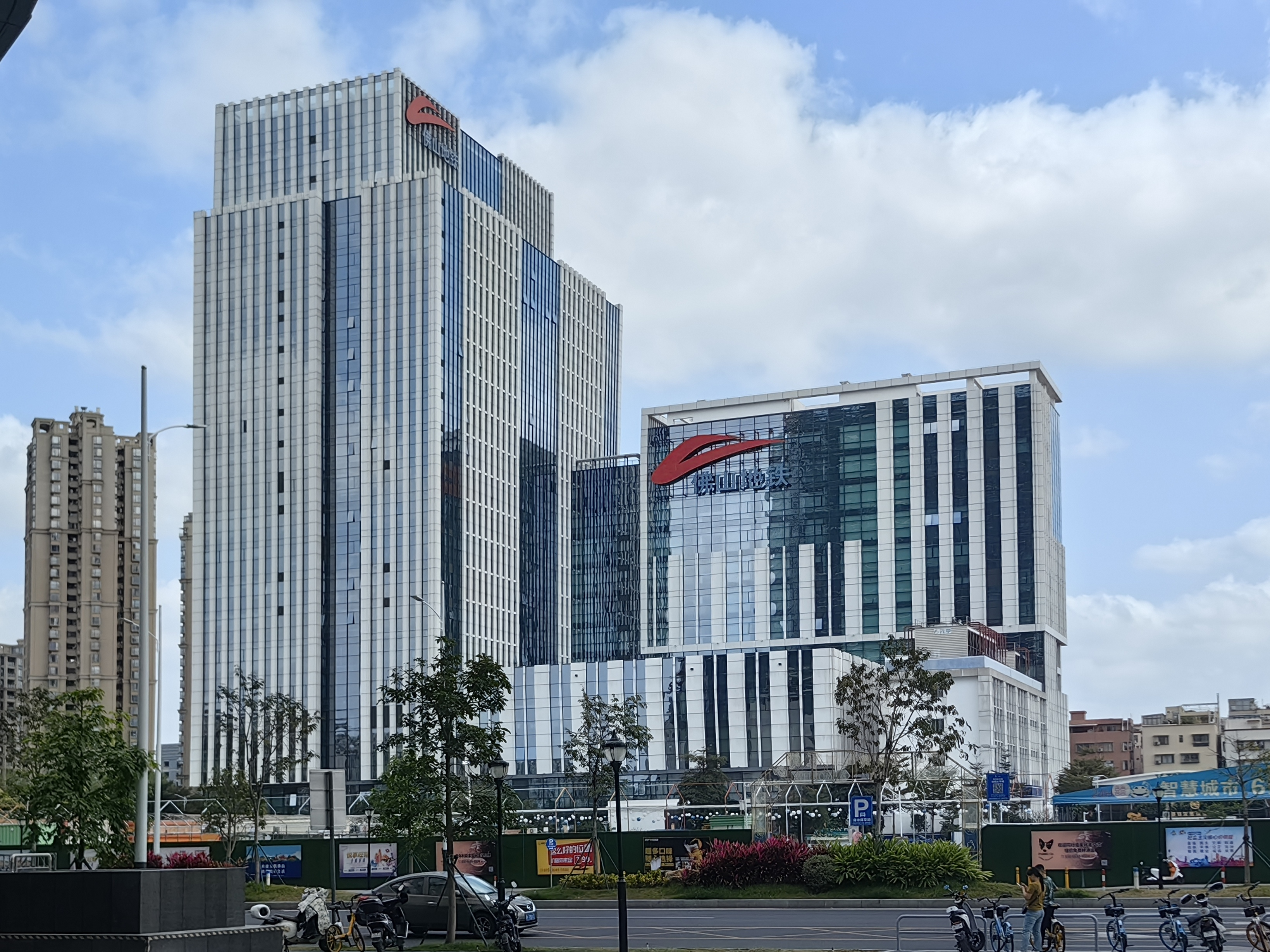
ساختمان اصلی مترو فوشان
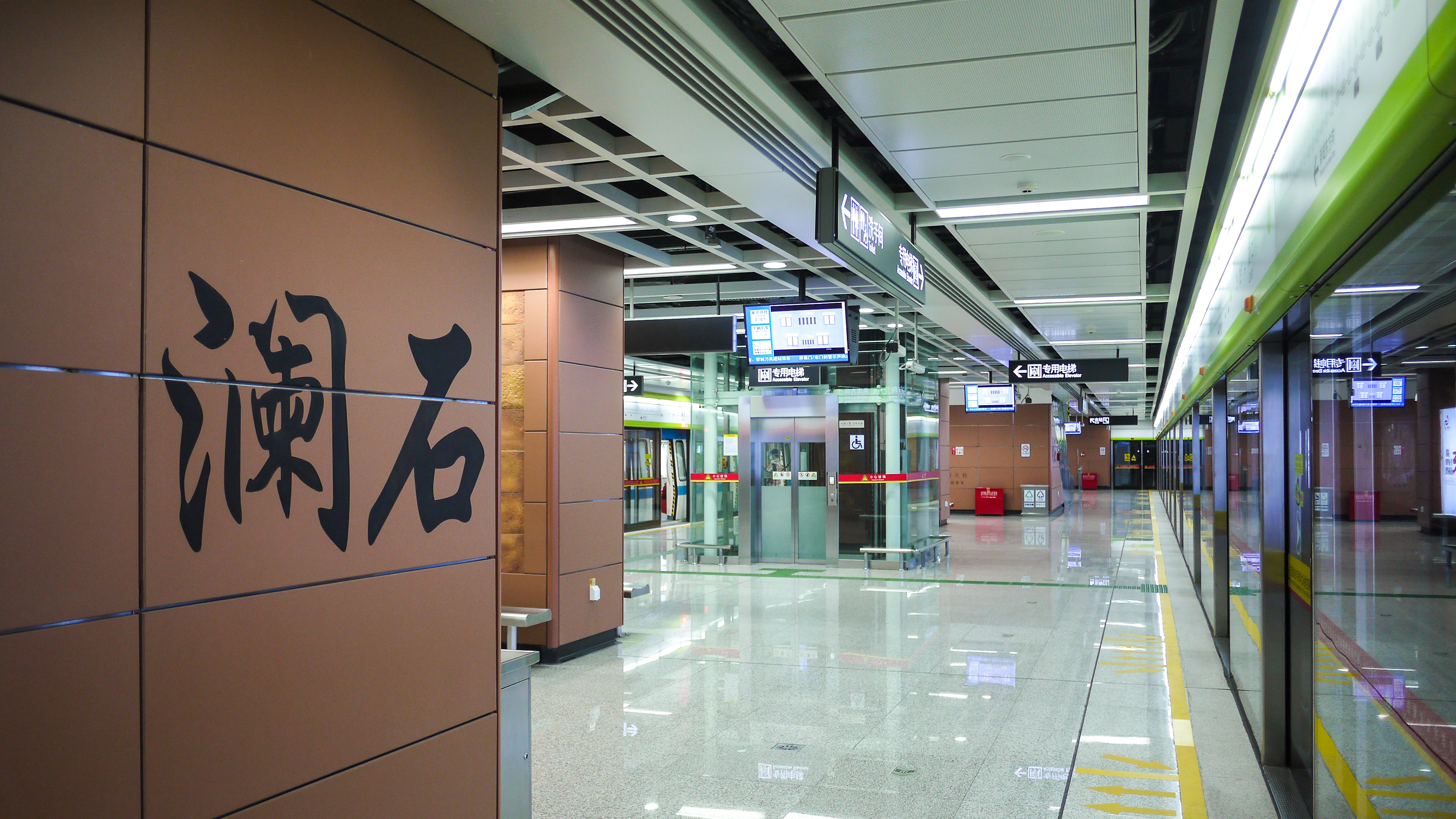
سکو ۲ ایستگاه لانشی در خط گوانفو
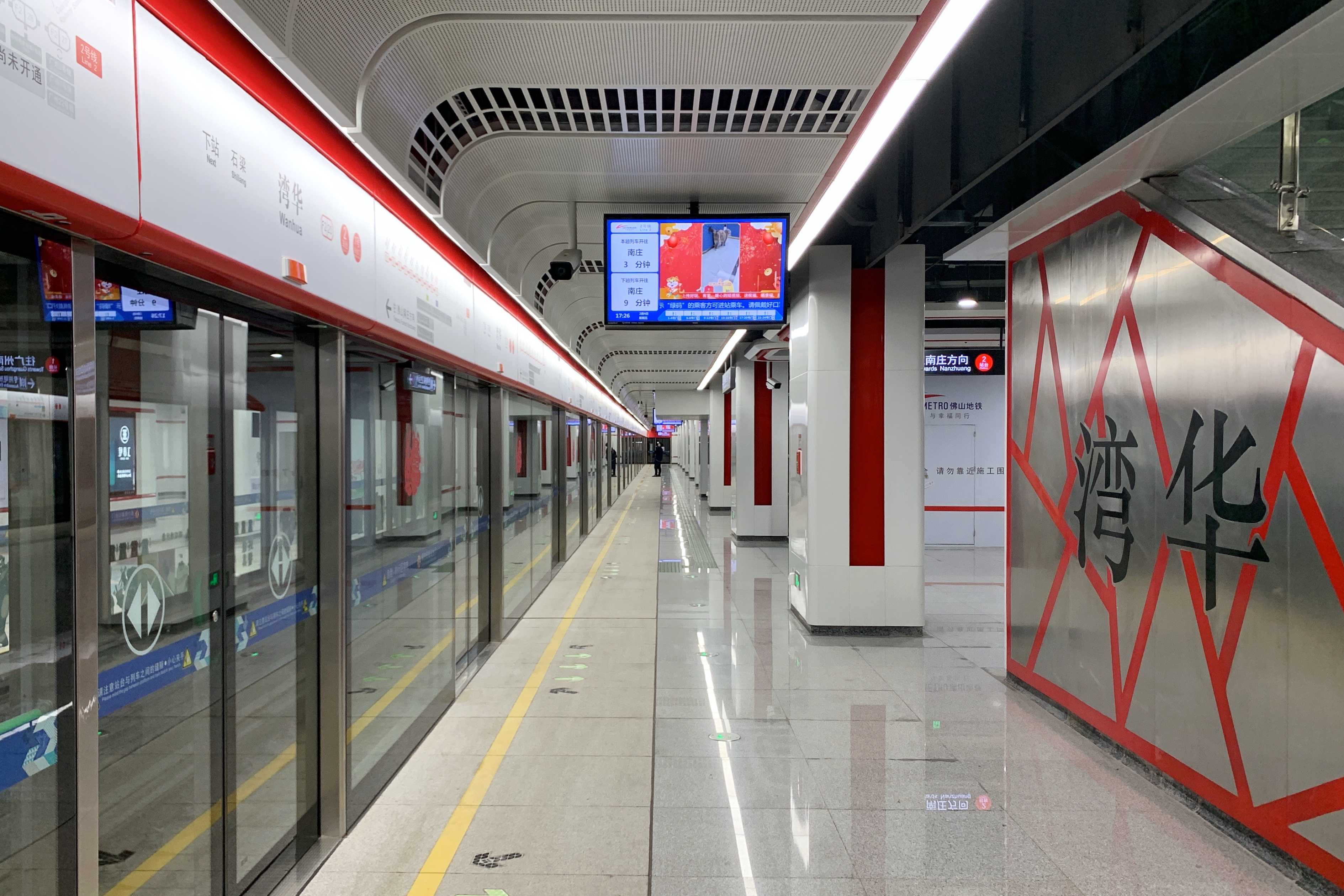
سکو ۲ ایستگاه وانهوا در خط ۲
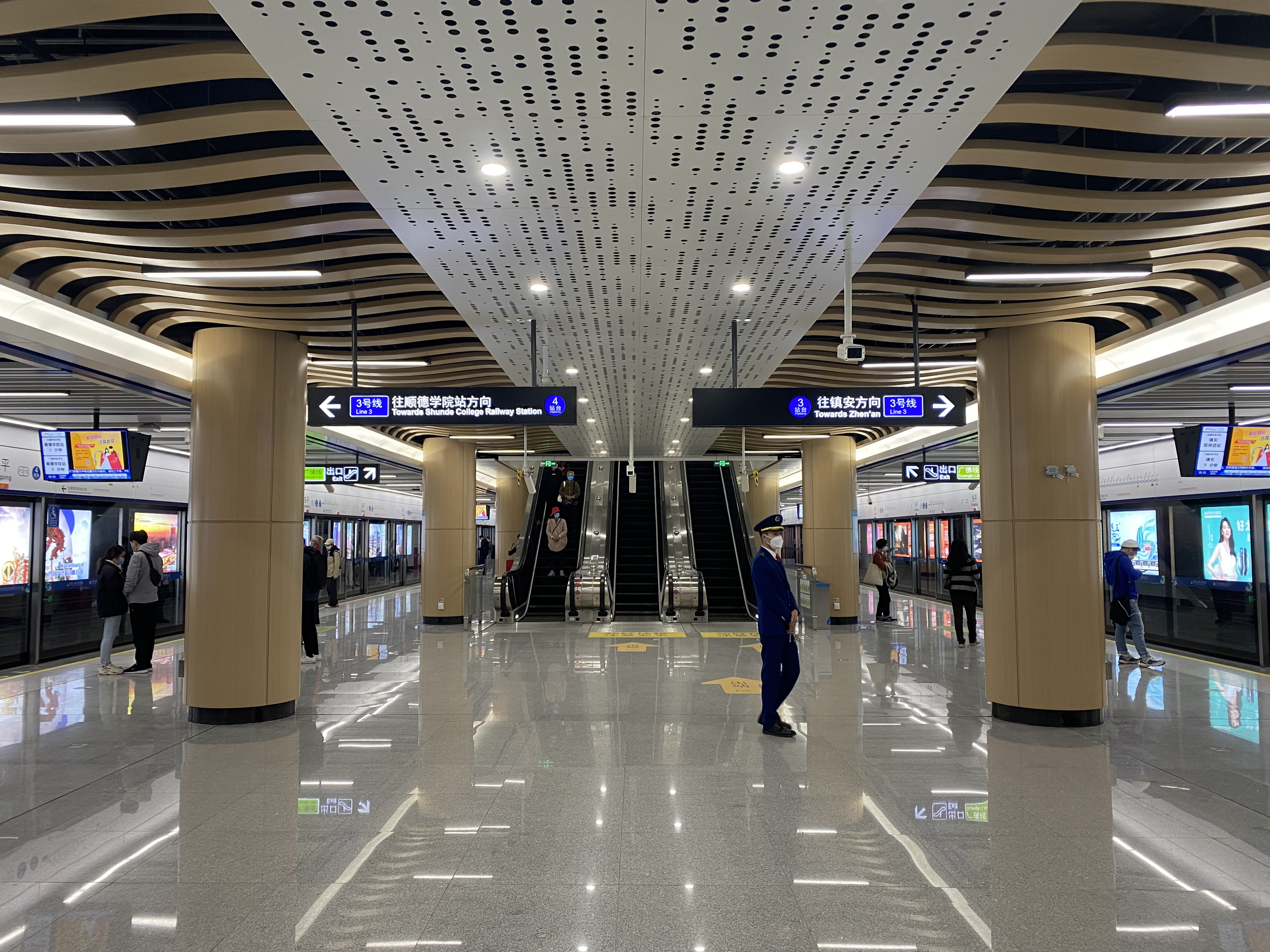
سکو ۳ و ۴ ایستگاه دونگپینگ در خط ۳
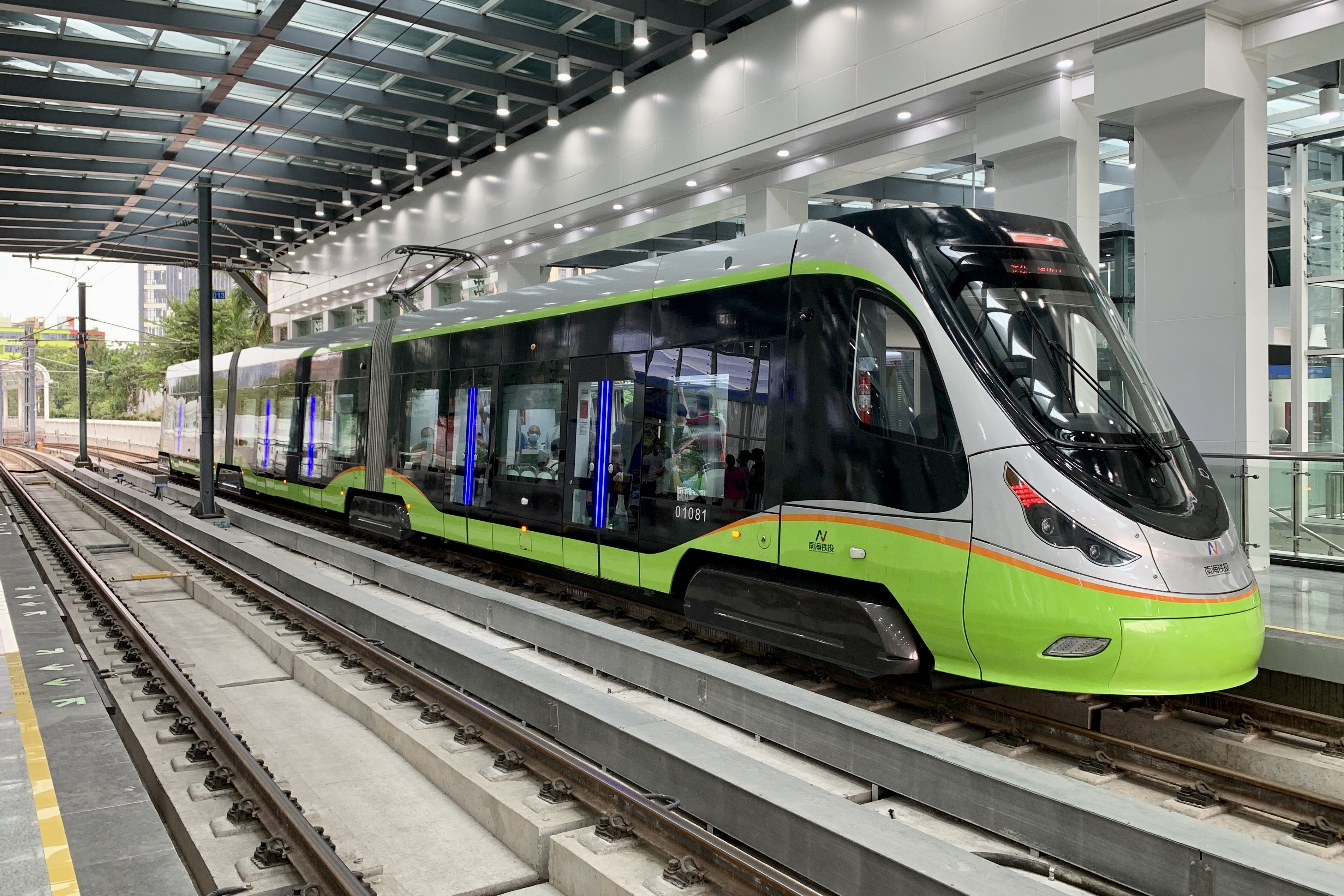